# Sihem Amer-Yahia
Pour les articles homonymes, voir Sihem.
Sihem Amer-Yahia, née à Alger en 1972, est une informaticienne et directrice de recherche algérienne. Elle dirige l'équipe SLIDE au laboratoire d'informatique de Grenoble. Ses recherches se focalisent sur les données semi-structurées ainsi que sur les réseaux sociaux, la production participative, la transparence et l'éthique des algorithmes,. En 2020, elle reçoit la médaille d'argent du CNRS.

## Biographie
Née à Alger en 1972, Sihem Amer-Yahia sort diplômée de l'école nationale supérieure d'informatique d'Alger en 1994. Elle obtient ensuite une maîtrise universitaire des sciences en informatique à l'Université Paris-Dauphine en 1995, puis un master à L'INRIA. En 1999, elle soutient sa thèse de doctorat à l'Université Paris-Sud et à l'INRIA sous la direction de Claude Delobel sur le chargement massif de données dans les bases de données orientées objet. Elle effectue ses recherches post-doctorales aux États-Unis à AT&T Labs, puis au sein des laboratoires de Yahoo. Elle travaille ensuite dans les laboratoires Yahoo de Barcelone avant de rejoindre le Computing Research Institute au Qatar. Elle entre ensuite au CNRS à Grenoble en 2012.

## Récompenses et honneurs
- 2017 : membre distinguée de l'Association for Computing Machinery[6]
- 2020 : Médaille d'argent du CNRS[7]
- 2024 : lauréate du IEEE TCDE Impact Award[8]